# Сьоґунат Камакура
35°19′00″ пн. ш. 139°33′00″ сх. д. / 35.316666666667° пн. ш. 139.55° сх. д.
Сьоґуна́т Кама́кура (яп. 鎌倉幕府, камакура бакуфу, 1192—1333) — перший всеяпонський самурайський уряд заснований родиною Мінамото з центром у місті Камакура (суч. префектура Канаґава). Існував 142 роки — від часу призначення Мінамото но Йорітомо сьоґуном (1192) до знищення Камакури військами Нітти Йосісади (1333). За час функціонування сьоґунату ним правило 9 сьоґунів. Характеризувався сильним політичним впливом регентської родини Ходзьо, яка реально керувала урядом.

## Список сьоґунів
|   | Ім'я українською      | Ім'я японською | Роки життя | Роки правління |
| - | --------------------- | -------------- | ---------- | -------------- |
| 1 | Мінамото но Йорітомо  | 源頼朝         | 1147—1199  | 1192—1199      |
| 2 | Мінамото но Йорііе    | 源頼家         | 1182—1204  | 1202—1203      |
| 3 | Мінамото но Санетомо  | 源実朝         | 1192—1219  | 1203—1219      |
| 4 | Фудзівара но Йоріцуне | 藤原頼経       | 1218—1256  | 1226—1244      |
| 5 | Фудзівара но Йоріцуґу | 藤原頼嗣       | 1239—1256  | 1244—1252      |
| 6 | Принц Мунетака        | 宗尊親王       | 1242—1274  | 1252—1266      |
| 7 | Принц Кореясу         | 惟康親王       | 1264—1326  | 1266—1289      |
| 8 | Принц Хісаакі         | 久明親王       | 1276—1328  | 1289—1308      |
| 9 | Принц Морікуні        | 守邦親王       | 1301—1333  | 1308—1333      |